# Carolina (песня Тейлор Свифт)
Carolina — песня, записанная американской певицей Тейлор Свифт и вышедшая 24 июня 2022 года на лейбле Republic Records вместе с лирическим видео. Трек записан для детективного драматического фильма 2022 года «Там, где раки поют», снятого по одноимённому роману-бестселлеру Делии Оуэнс. Название песни относится к региону Каролина в США, включающему Северную и Южную Каролину. «Carolina», спродюсированная Свифт и Аароном Десснером, представляет собой медленную балладу, в которой смешаны стили американа, блюграсс и аппалачский фолк, а акустические инструменты начала 1950-х годов напоминают обстановку фильма. После выпуска песня получила положительные отзывы музыкальных критиков, которые высоко оценили её «навязчивую» потустороннюю атмосферу и вокал Свифт.

## История
«Там, где раки поют» это выходящий в июле 2022 года детективный драматический фильм с Дейзи Эдгар-Джонс в главной роли, снятый Оливией Ньюман и продюсером Риз Уизерспун. Он является экранизацией одноимённого романа-бестселлера американской писательницы Делии Оуэнс, написанного в 2018 году. История вращается вокруг молодой девушки, которая выросла в окрестностях болота в Северной Каролине и становится подозреваемой в убийстве человека, который когда-то преследовал её в романтических отношениях.
Первый трейлер к фильму был выпущен 22 марта 2022 года, в нем на заднем плане звучала песня «Carolina». В трейлере также сообщалось, что песня была написана и исполнена американской певицей Тейлор Свифт. Ещё один фрагмент песни был показан в более длинном трейлере фильма 22 мая 2022 года.
13 июня 2022 года продюсер фильма Риз Уизерспун провела прямую трансляцию с участием исполнителей главных ролей Дейзи Эдгар-Джонс и Тейлора Джона Смита, а также режиссера Оливии Ньюман. Они рассказали о том, как Тейлор подарила им песню для фильма. По словам режиссёра она не могла поверить, что Свифт просто так пошла и написала эту песню из чистого вдохновения и сказала: «Я не знаю, понравится ли она вам, но вот она», — объяснила Оливия. «Она написала нам великолепное письмо, в котором объяснила, как они выбрали инструменты, которые были доступны только до 1953 года, и записала её одним дублем, как записывали песни в то время». Оливия Ньюман даже разрыдалась от переполнивших её чувств после первого прослушивания трека.
О дате выхода песни сообщил официальный аккаунт фильма в Instagram, сделав 22 июня серию постов с подписями, в которых заглавными буквами было написано «Carolina This Thursday». На следующий день дата выхода песни была подтверждена как 24 июня 2022 года. Релиз сопровождался лирик-видео на YouTube.
«Carolina» это уже далеко не первая песня Тейлор для фильма. Ранее она написала песни «Crazier» и «You’ll Always Find Your Way Back Home» для фильма «Ханна Монтана: Кино» (2009), «Today Was a Fairytale» для фильма «День Святого Валентина» (2010), «Safe & Sound» и «Eyes Open» для фильма «Голодные игры» (2012), «Sweeter Than Fiction» для фильма «Один шанс» (2013) и «I Don’t Wanna Live Forever (при участии Зена Малика)» для фильма «На пятьдесят оттенков темнее» (2016).

## Композиция
«О, ручьи Каролины, текущие по моим венам./ 
Потерянным я родился, одиноким я пришел/ 
Одиноким я останусь всегда/ 
Каролина знает, почему я скитаюсь годами./ 
Свободный, как эти птицы, легкий, как шепот./ 
Каролина знает».
Песня «Carolina» была написана исключительно самой Свифт и спродюсирована ею и Аароном Десснером, с которым она сотрудничала при создании студийных альбомов 2020 года Folklore и Evermore. По словам Уизерспун, Свифт написала песню во время работы над Folklore, но не сообщила, что написала «Carolina», пока не закончила песню. Свифт заявила в Instagram, что ей понравился оригинальный роман Оуэнс, и как только она узнала, что экранизация находится «в работе», она захотела стать частью саундтрека к нему. Она сказала, что стремилась создать «призрачную и неземную» песню, которая передавала бы «завораживающий» сюжет романа.
Песня «Carolina» звучит над финальными титрами, и Ньюман считает, что она «отражает тон окончания истории». Она была описана в основном как аппалачская фолк-песня с элементами американы, кантри-фолка и блюграсса. Она была записана одним дублем, и в ней использованы только инструменты, доступные до 1953 года — примерно в то время, когда происходит действие романа — акустические инструменты, такие как мандолина, скрипка, нежные гитарные переборы и «размашистые» струны. Лирика в значительной степени вдохновлена природой. Текст песни рассказывает о том, как Кия, рассказчик в песне и главная героиня фильма, «бродит по одиноким болотам, отчаивается из-за тех, кто её покинул, и намекает на множество секретов, которые она хранит». В тексте песни много натуралистических образов, таких как ручьи, дороги, туман, облака, грязь, сосны, пляжи и леса, вдохновлённые местом действия сюжета в прибрежной Северной Каролине. Вокал Свифт в песне характеризуется как «придыхательный» в нижнем регистре.

## Отзывы
Журналист издания People Джек Ирвин описал песню «Carolina» как даунтемпо, «балладу с привидениями» с текстом о «незаметном перемещении по различным местам». Критик Variety Крис Уиллман считает, что песня стилистически напоминает музыку из Folklore и Evermore «в их наиболее фолковом и приглушенном исполнении». Эмили Землер и Кэт Буза написали рецензию на песню для Rolling Stone. Они отметили, что песня «навевает мысли о глуши», в которой снимался фильм, и «элегический» тон фолк-баллад Аппалачей, и похвалили «потусторонний и похожий на сирену» вокал Свифт. Уилл Лавин из NME назвал вокал Свифт «жутким (мрачным, зловещим)».
В восторженной рецензии на Clash Робин Мюррей назвал песню вневременным «великим достижением» и величайшим примером способности Свифт «передать внутреннее движение, течение времени и эмоции всего несколькими словами». Он высоко оценил «врожденный» инструментарий, «минималистичный, но мощный» вокал Свифт и текст, «каким-то образом превращающую работу Делии Оуэнс — во всей её широте и глубине — в песню настоящей краткости и силы». Райан О’Рурк из Collider описал песню как «леденящую душу» мелодию с преследующей (навязчивой, западающей в память) мелодией и «почти вольным пересказом событий книги». Эмили Землер из Observer сказала, что песня «прекрасно передает горько-сладкое завершение» Where the Crawdads Sing, дополняя «ощутимое настроение» фильма. Журналист ABC News Питер Трэверс написал, что Свифт передала в песне «преследующее, фольклорное качество» сюжета фильма через её музыку и слова, которые наводят на мысль о «неизменной тайне».
Журналист британского издания Vogue Радхика Сет описала песню как «пробирающий до самого нутра трек» с «траурной, насыщенной атмосферой» композицией, тонально напоминающей Evermore. Сэм Содомски из Pitchfork сказал, что «Carolina» — это сдержанная песня, которая исходит из «более тёмных уголков» Folklore и Evermore, отказываясь от «языка и текстуры поп-музыки в пользу старых американских народных песен». Он также отметил синергию музыкальных подходов Свифт в этой песне: «призрачный рассказ» текста, глубокий и медленный вокал. Линдси Золадз из The New York Times назвала «Carolina» одним из «самых жутких» треков в дискографии Свифт и «самым близким [Свифт] к написанию откровенной баллады об убийстве», если не считать «No Body, No Crime» (2020).
В рецензии на фильм для журнала Consequence Лиз Шеннон Миллер написала, что песня «Carolina» «идеально подходит как к содержанию фильма, так и к его настроению». Пэт Падуа из The Washington Post сказала, что песня, используя зловещий текст, «соединяет поп-музыку с жанром Американа».

## Награды и номинации
| Организация                                              | Год             | Категория                                                                       | Результат    | Ссылка               |
| -------------------------------------------------------- | --------------- | ------------------------------------------------------------------------------- | ------------ | -------------------- |
| Hollywood Music in Media Awards                          | 16 ноября 2022  | Лучшая оригинальная песню в художественном фильме                               | Номинация    | [ 26 ]               |
| Золотой глобус                                           | 10 января 2023  | Лучшая песня                                                                    | Номинация    | [ 27 ]               |
| Critics' Choice Awards                                   | 15 января 2023  | Лучшая песня                                                                    | Номинация    | [ 28 ]               |
| Gold Derby Music Awards                                  | 20 января 2023  | Лучшая кантри/американа песня                                                   | Номинация    | [ 29 ]               |
| Grammy Awards                                            | 5 февраля 2023  | Лучшая песню, написанная для визуальных медиа                                   | Номинация    | [ 30 ]               |
| Satellite Awards                                         | 11 февраля 2023 | Лучшая песня                                                                    | Номинация    | [ 31 ]               |
| Society of Composers & Lyricists Awards                  | 15 февраля 2023 | Outstanding Original Song for a Dramatic or Documentary Visual Media Production | Номинация    | [ 32 ]               |
| Latino Entertainment Journalists Association Film Awards | 19 февраля 2023 | Best Song Written for a Film                                                    | Номинация    | [ 33 ]               |
| Guild of Music Supervisors Awards                        | 5 марта 2023    | Best Song Written and/or Recorded for a Film                                    | Номинация    | [ 34 ]               |
| Оскар (Academy Awards)                                   | 12 марта 2023   | Best Original Song                                                              | В шорт-листе | [ 35 ]               |
| MTV Movie & TV Awards                                    | 7 мая 2023      | Best Song                                                                       | Победа       | [ 36 ] [ 37 ] [ 38 ] |

## Список треков
| №  | Название                                                       | Длительность |
| -- | -------------------------------------------------------------- | ------------ |
| 1. | «Carolina - From The Motion Picture «Where The Crawdads Sing»» | 4:24         |
| 2. | «Carolina — «Where The Crawdads Sing» — Video Edition»         | 2:43         |

## Участники записи
По данным сервис Tidal.
- Тейлор Свифт — вокал, автор, продюсер
- Аарон Десснер — продюсер, инжиниринг, акустическая гитара, банджо, бас-гитара, мандолина, фортепиано, синтезатор
- Рид Дженкинс — скрипка
- Рэнди Меррилл — мастеринг
- Джонатан Лоу — микширование, инжиниринг

## Чарты
| Чарт (2022)                         | Высшая позиция |
| ----------------------------------- | -------------- |
| Австралия (ARIA)                    | 62             |
| Канада (Billboard Canadian Hot 100) | 49             |
| Мир (Billboard Global 200)          | 45             |
| Венгрия (Single Top 40)             | 20             |
| Ирландия (IRMA)                     | 42             |
| Нидерланды (Single Tip)             | 30             |
| Новая Зеландия (RMNZ)               | 5              |
| Великобритания (UK Singles Chart)   | 63             |
| США (Billboard Hot 100)             | 60             |
| Вьетнам (Vietnam Hot 100)           | 51             |

## История релиза
| Регион | Дата         | Формат                                    | Лейбл    | Ссылка |
| ------ | ------------ | ----------------------------------------- | -------- | ------ |
| Мир    | 24 июня 2022 | Цифровые загрузки стриминг                | Republic | [ 51 ] |
| США    | 24 июня 2022 | Adult contemporary contemporary hit radio | Republic | [ 52 ] |